# Coeloleptops gracilicolor
Coeloleptops gracilicolor là một loài tò vò trong họ Ichneumonidae.